# Petra Soukupová

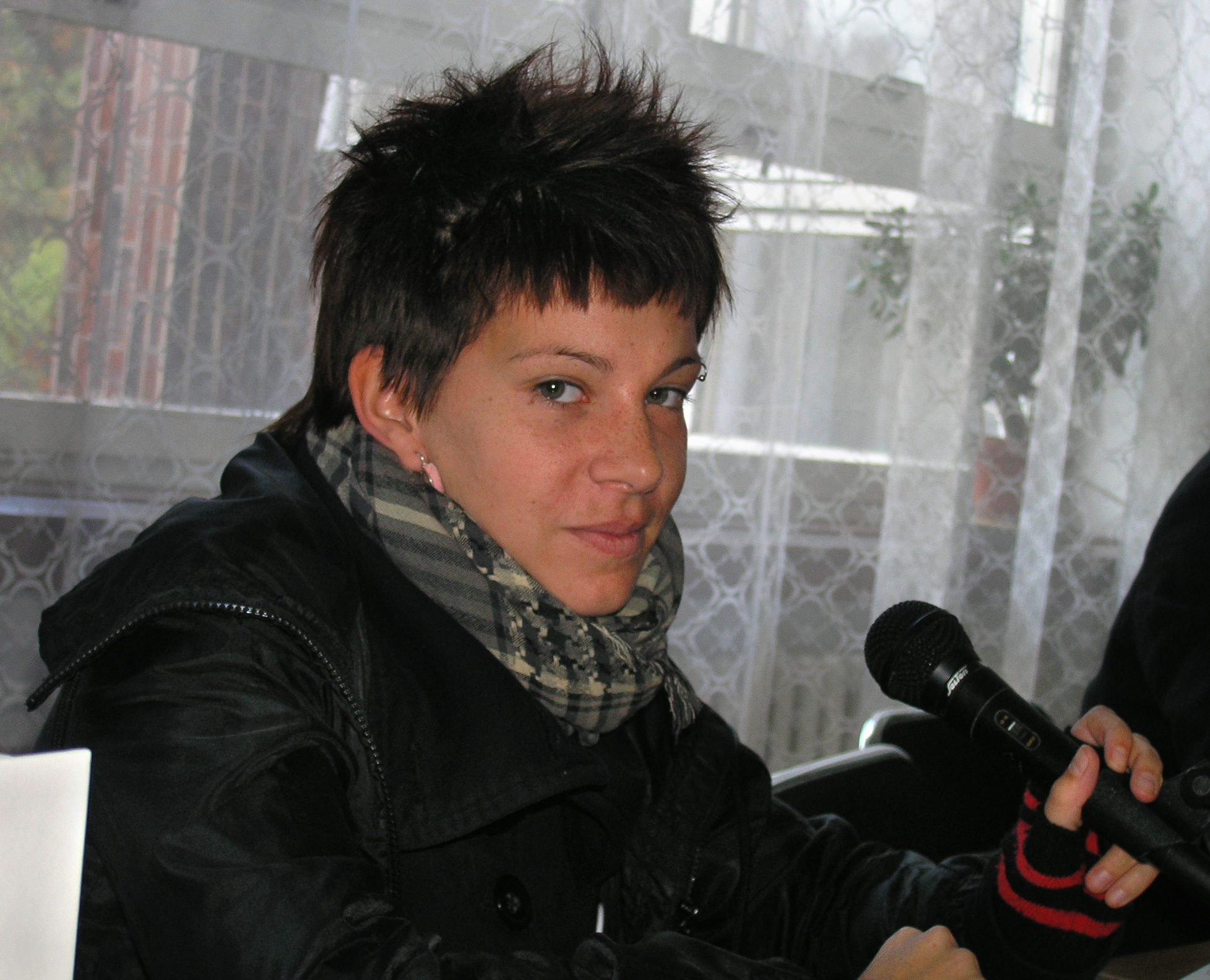
Petra Soukupová

Petra Soukupová (* 25. Juli 1982 in Česká Lípa) ist eine tschechische Schriftstellerin und Dramaturgin.

## Leben
Nach dem Abitur studierte Petra Soukupová Drehbuch an der Prager Akademie FAMU.
Im Jahr 2007 debütierte sie mit der Novelle K moři, für die sie 2008 den Jiří-Orten-Preis erhielt. Es folgten weitere Prosawerke Zmizet (2009), Marta v roce vetřelce (2011) und Pod sněhem (2015) sowie das Kinderbuch Bertík a čmuchadlo (2014). Ihre Bücher wurden bisher ins Polnische, Italienische und Ungarische übersetzt. 
Seit 2011 ist Soukupová für das tschechische Fernsehen als Dramaturgin tätig.
Petra Soukupová lebt in Prag. Sie hat eine Tochter, Marla.

## Werke
- K moři (Ans Meer), Novelle, Host, Brno 2007
- Zmizet (Verschwinden), Erzählungen, Host, Brno 2009
- Marta v roce vetřelce (Marta im Jahr des Aliens), Roman, Host, Brno 2011
- Bertík a čmuchadlo (Berti und das Schnuffel), Kinderbuch, Host, Brno 2014
- Pod sněhem (Unterm Schnee), Roman, Host, Brno 2015

## Auszeichnungen
- für das Debüt K moři erhielt die Autorin den Jiří-Orten-Preis 2008 und wurde für den Josef-Škvorecký-Preis und den Magnesia Litera Preis nominiert
- Zmizet war für den Josef-Škvorecký-Preis nominiert und erhielt im Jahr 2010 den Magnesia Litera Preis in der Kategorie Buch des Jahres